# Klaus Bösch
Klaus Bösch (geboren am 23. Oktober 1963 in Lustenau) ist ein Sandkünstler aus Vorarlberg in Österreich. Er ist auch als KB The Sandman bekannt.

## Frühes Leben und Werk
Klaus Bösch wurde 1963 in Lustenau, Vorarlberg, Österreich, geboren und wuchs dort als viertes von sechs Kindern von Gebhard Bösch (1924–1989) auf, der Geschäftsführer der Firmen 11er und Destillerie Freihof war und im Zweiten Weltkrieg bei der Artillerie gedient hatte, und Charlotte Geuze (1928–2005), die Hausfrau war.
Nach der Matura am BRG in Dornbirn absolvierte Bösch die HAK/HAS Lustenau, die Handelsschule. Von 1982 bis 1987 arbeitete er als Büroangestellter in einer Glaserwerkstatt. Sein kreatives Schaffen in diesen Jahren ist die Fotografie und das Zeichnen mit Bleistift, Tusche, Tempera und Öl.
Im Oktober 1986 brachte Werner Pieper, ein Medienexperimentator und guter Freund von Klaus Bösch, ihm ein Sandbild aus Deutschland mit. Bösch erkannte sofort die unendlichen kreativen Möglichkeiten dieser Technik. Er gab sofort alle anderen künstlerischen Arbeiten auf, um sich auf Sandbilder zu konzentrieren, und begann in seiner Freizeit, seine Version der kinetischen Pop Art zu schaffen.
Im Februar 1988 eröffnete er sein Atelier für Sandkunst mit dem Namen Atelier Blau Grün. Die ersten Arbeiten wurden in zwei Sandfarben angefertigt: schwarz-weiß, was damals der Standard war, weißer Marmorsand, der aus Carrara, Italien, kam, und natürlicher dunkelgrauer Sand, der dem Rhein entnommen wurde. Um Farbe ins Spiel zu bringen, wurde das Wasser eingefärbt. Im Frühjahr 1988 war die Technik zur Herstellung von Sandbildern noch primitiv. Boesch suchte nach Verbesserungsmöglichkeiten und begann, die Geheimnisse der Sandbilder mit dem Ziel zu entdecken, Sand in allen Farben des Regenbogens zu verwenden.
Im Sommer desselben Jahres nahm er den weißen Marmor und färbte ihn mit seiner eigenen speziellen Technik, die der traditionellen Stofffärbung ähnelt. Das war der erste Durchbruch zu bunten Sandbildern. Bald wurden fünf verschiedene Sandfarben zum Standard seiner geheimen Sandmischungen und waren der Beginn seiner Kollektion mit dem Namen „Rainbow Vision“.
Während dieser Zeit, zwischen Suchen, Versuchen, Fehlern und Verbesserungen, kam Bösch zu dem Schluss, dass es bei der Verwendung von natürlichem Sand aus Wüsten und Stränden, gebrochenen Mineralien, künstlichem Farbsand und Glitzerpulver vor allem darauf ankommt, dass jede Sandfarbe ein unterschiedliches Gewicht hat, um beim Schweben getrennt zu werden. Seine Technik wurde nach und nach verbessert; heute schafft Bösch mit Sand, Luft, Silikon und Wasser, die zwischen zwei Glasscheiben eingeschlossen sind, traumhafte Miniaturlandschaften.
Was das Wasser betrifft, so entschied er, dass es sich um Wasser mit Reinigungsmittel handeln sollte, um die Wasseroberfläche glatt zu machen, sowie um einen Stabilisator, um das Algenwachstum zu erhalten und zu vermeiden. Die Schwerkraft ist der Motor, der die Strömung antreibt. Das Medium in einem Sandbild ist das Wasser. Im Wasser steigt die Luft nach oben und der Sand fällt nach unten. Wenn das Bild umgedreht wird, steigen die Luftblasen nach oben und verlangsamen den Fall des Sandes. Durch sein Gewicht beginnt der Sand zwischen den Luftblasen zu fallen. Er setzt sich am Boden ab, wo er sich im Prozess der Sedimentation in verschiedene Gewichte aufteilt und Strukturen bildet, die wie Dünen oder Berge in einem 3D-Effekt wirken, der durch die Schattierung der verschiedenen Farben beeinflusst wird. Nur eine perfekt ausgewogene Sandmischung erzeugt ein natürliches Aussehen. Aufgrund der unendlichen Möglichkeiten der Ablagerung von Millionen von Sandkörnern auf einer zufälligen Oberfläche ist das Ergebnis bei jedem Wenden des Bildes anders.

## Kollaborationen
2017 begann Bösch die Zusammenarbeit mit Leiji Matsumoto, einem bekannten japanischen Manga-Zeichner, der ein Hintergrundbild für Böschs Sandkunst malte, das in einer limitierten Auflage in drei Größen erschien und den Namen „Galaxy Zero“ erhielt. Das Hintergrundbild von Galaxy Zero erinnert an die berühmte futuristische Weltraum-Manga-Serie Space Pirate Captain Harlock, die von Matsumoto 1977 geschaffen wurde.
Die zweite Zusammenarbeit fand 2019 mit dem talentierten japanischen Digitalkünstler, Illustrator und Fotografen Kagaya Yutaka statt. Kagaya wählte ein bestimmtes seiner Fotos aus, und Bösch erstellte eine Sandmischung mit einem Rahmen, um eine harmonische Übereinstimmung mit dem Hintergrundbild zu erreichen.
Als Ergebnis dieser gemeinsamen Arbeit schuf Bösch drei Sandbilder. Im April 2019, Mangetsu (Vollmond); im Juni 2020, Inori (Amanogawa); und im August 2022, Izayoi, eine weitere Vollmondversion. Sie alle haben limitierte Auflagen und sind nur in Japan erhältlich.

## Ausstellungen
Im Jahr 1993 stellte Bösch bei der Eröffnung der Galerie Boucherie in Uetikon am Zürichsee in der Schweiz aus.
2009 nahm er an der EU-Kommission für europäisches Design in Japan teil, „Sensual perspectives“ Kollektivausstellung in der Agora Gallery in New York (2011), National Pingtung Gallery, Taipeh, Taiwan (2012), Installation „The Mind Spa“ bei ArtPrize, Grand Rapids, Michigan (2013), Eröffnung der „KB Sand Art Gallery“ in der China Central Mall, Peking (2014), Eröffnungsausstellung der K11 Art mall im K11-Komplex, Shanghai (2015).
Außerdem beteiligte sich Bösch 2015 und später 2017 an der Kollektivausstellung der Peking Design Woche und Kunst, die vom Nationalen Kunstmuseum China und dem Huamao Shopping Centre in Peking veranstaltet wurde.